# Ruždi Ruždi
Ruždi Ruždi (in bulgaro Ружди Ружди?; Glodzhevo, 14 aprile 1991) è un atleta paralimpico bulgaro specializzato nel getto del peso, paralizzato dalla vita in giù e dunque appartenente alla classe F55.

## Biografia
Dopo che all'età di 17 anni subisce un incidente automobilistico che lo lascia paralizzato dalla vita in giù, durante la balneoterapia incontra l'atleta paralimpica Daniela Todorova che, insieme al fratello allenatore, ne riconoscono il talento e lo avviano all'atletica leggera paralimpica.
Nel 2014 veste per la prima volta la maglia della nazionale bulgara ai campionati europei paralimpici di Swansea, dove conquista la medaglia d'oro nel getto del peso F53/54/55 e si classifica quinto nel lancio del disco F56 e nel lancio del giavellotto F56. L'anno successivo si laurea campione del mondo del getto del peso F55 ai mondiali paralimpici di Doha 2015.
Nel 2016, dopo aver conquistato due medaglie d'oro nel getto del peso F55 e nel lancio del disco F56 ai campionati europei paralimpici di Grosseto, prende parte ai Giochi paralimpici di Rio de Janeiro, dai quali torna con al collo la medaglia d'oro del getto del peso F55 e con il sesto posto in classifica nel lancio del disco F56, stabilendo il record paralimpico del disco F55 e il record del mondo nel peso F55.
Ai campionati mondiali paralimpici di Londra 2017 si riconferma campione del mondo del getto del peso F55, migliorando ulteriormente il suo record mondiale portandolo a 12,47 m. L'anno seguente partecipa ai campionati europei paralimpici di Berlino 2018, conquistando la medaglia d'oro nel getto del peso F55 (con il record dei campionati) e quella di bronzo nel lancio del disco F56.
Nel 2019 è per la terza volta campione del mondo del getto del peso F55, titolo conquistato ai mondiali paralimpici di Dubai, mentre nel 2021, dopo essersi riconfermato anche campione europeo ai campionati continentali di Bydgoszcz 2021, prende parte ai Giochi paralimpici di Toyko, dove ottiene la medaglia d'argento nel getto del peso F55.
Nel 2023 conquista il quarto titolo di campione mondiale a Parigi 2023, portando il record del mondo del getto del peso F55 a 12,68 m, mentre nel 2024 arrivano il quinto titolo iridato ai mondiali paralimpici di Kobe 2024 ed il secondo oro paralimpico nell'edizione parigina.

## Record nazionali
- Getto del peso F55: 12,68 m  ( Parigi, 9 luglio 2023)

## Progressione
Statistiche ricavate da paralympic.org/athletics/rankings (al 21 agosto 2024).

### Getto del peso F55
| Stagione | Misura  | Luogo          | Data       | Rank. Mond. |
| -------- | ------- | -------------- | ---------- | ----------- |
| 2024     | 12,04 m | Kōbe           | 17-5-2024  | 3º          |
| 2023     | 12,68 m | Parigi         | 9-7-2023   | 1º          |
| 2021     | 12,27 m | Bydgoszcz      | 1-6-2021   | 2º          |
| 2019     | 12,25 m | Dubai          | 7-11-2019  | 1º          |
| 2018     | 12,14 m | Germania       | 25-8-2018  | 1º          |
| 2017     | 12,47 m | Londra         | 20-7-2017  | 1º          |
| 2016     | 12,33 m | Rio de Janeiro | 16-9-2016  | 1º          |
| 2015     | 11,81 m | Doha           | 31-10-2015 | 1º          |
| 2014     | 11,48 m | Swansea        | 23-8-2014  | 1º          |
| 2013     | 10,87 m | Stadskanaal    | 18-9-2013  | 4º          |
| 2012     | 10,97 m | Stadskanaal    | 25-6-2012  | 7º          |
| 2011     | 9,61 m  | Sharjah        | 4-12-2011  | 9º          |
| 2010     | 7,75 m  | Olomouc        | 24-8-2010  | 19º         |

### Lancio del disco F55
| Stagione | Misura  | Luogo    | Data      | Rank. Mond. |
| -------- | ------- | -------- | --------- | ----------- |
| 2018     | 35,80 m | Berlino  | 20-8-2018 | 3º          |
| 2017     | 37,65 m | Londra   | 16-7-2017 | 2º          |
| 2016     | 39,33 m | Grosseto | 11-6-2016 | 1º          |
| 2015     | 36,52 m | Soči     | 2-10-2015 | 1º          |
| 2014     | 32,72 m | Swansea  | 20-8-2014 | 6º          |
| 2013     | 32,33 m | Dubai    | 24-3-2013 | 6º          |
| 2012     | 30,64 m | Olomouc  | 21-7-2012 | 9º          |
| 2011     | 30,10 m | Sharjah  | 6-12-2011 | 9º          |
| 2010     | 24,49 m | Olomouc  | 23-8-2010 | 18º         |

## Palmarès
| Anno | Manifestazione                  | Sede           | Evento                     | Risultato | Prestazione | Note                                     |
| ---- | ------------------------------- | -------------- | -------------------------- | --------- | ----------- | ---------------------------------------- |
| 2014 | Campionati europei paralimpici  | Swansea        | Getto del peso F53/54/55   | Oro       | 11,48 m     |                                          |
| 2014 | Campionati europei paralimpici  | Swansea        | Lancio del disco F56       | 5º        | 32,72 m     |                                          |
| 2014 | Campionati europei paralimpici  | Swansea        | Lancio del giavellotto F56 | 5º        | 24,77 m     |                                          |
| 2015 | Campionati mondiali paralimpici | Doha           | Getto del peso F55         | Oro       | 11,81 m     | Record dei campionati                    |
| 2016 | Campionati europei paralimpici  | Grosseto       | Getto del peso F55         | Oro       | 12,04 m     | Record mondiale                          |
| 2016 | Campionati europei paralimpici  | Grosseto       | Lancio del disco F56       | Oro       | 39,33 m     | (F55)                                    |
| 2016 | Giochi paralimpici              | Rio de Janeiro | Getto del peso F55         | Oro       | 12,33 m     | Record mondiale                          |
| 2016 | Giochi paralimpici              | Rio de Janeiro | Lancio del disco F56       | 6º        | 38,04 m     | (F55)                                    |
| 2017 | Campionati mondiali paralimpici | Londra         | Getto del peso F55         | Oro       | 12,47 m     | Record mondiale                          |
| 2018 | Campionati europei paralimpici  | Berlino        | Getto del peso F55         | Oro       | 12,14 m     | Record dei campionati                    |
| 2018 | Campionati europei paralimpici  | Berlino        | Lancio del disco F56       | Bronzo    | 35,80 m     |                                          |
| 2019 | Campionati mondiali paralimpici | Dubai          | Getto del peso F55         | Oro       | 12,25 m     |                                          |
| 2021 | Campionati europei paralimpici  | Bydgoszcz      | Getto del peso F55         | Oro       | 12,27 m     | Record dei campionati                    |
| 2021 | Giochi paralimpici              | Tokyo          | Getto del peso F55         | Argento   | 12,23 m     |                                          |
| 2023 | Campionati mondiali paralimpici | Parigi         | Getto del peso F55         | Oro       | 12,68 m     | Record mondiale                          |
| 2024 | Campionati mondiali paralimpici | Kōbe           | Getto del peso F55         | Oro       | 12,04 m     | Miglior prestazione personale stagionale |
| 2024 | Giochi paralimpici              | Parigi         | Getto del peso F55         | Oro       | 12,40 m     |                                          |